# Музей фармакологии (Рига)
Музей фармакологии (латыш. Farmācijas muzejs) — рижский музей, экспозиция которого посвящена истории развития фармацевтики и аптечного дела в Латвии. Является одним из филиалов Музея медицины имени Паула Страдыня в Риге.
Музей находится в историческом районе — Старая Рига и расположился в историческом здании — бывшем доме каретного мастера Х. Гобленца (XVIII век, перестроен в 1987 году). В музее можно увидеть цветные витражи Т. Пенни, имеется участок с лекарственными растениями.

## История
Создан на основе личных коллекций историка Дависа Блюменталя и фармацевта Яниса Майзите. Открытие музея состоялось в 1987 году.